# Мышьяк и старые кружева
«Мышьяк и старые кружева» (англ. Arsenic and Old Lace) — классическая американская чёрная комедия режиссёра Фрэнка Капры, снятая по одноимённой пьесе Джозефа Кесселринга (1939). Сама центральная тема пьесы была придумана Кесселрингом на основе истории американки Эми Арчер-Гиллиган. 
Фильм был снят ещё в 1941 году, когда Кэри Грант находился на пике популярности, но выпустить фильм Капра смог только после закрытия оригинальной пьесы (пьеса закрылась 17 июня 1944 года, выдержав 1444 представления, премьера фильма состоялась 1 сентября того же года).
Сценарий вдохновлён реальными событиями начала XX века, когда Эми Арчер-Гиллиган отравляла постояльцев своего дома престарелых в Коннектикуте.

## Сюжет
Известный театральный критик и страстный противник брака Мортимер Брюстер (Кэри Грант) не может устоять против чар красотки Элейн (Присцилла Лейн) и женится на ней. Однако ему не суждено насладиться свадебной поездкой на Ниагарский водопад. 
Причина этого весьма необычна: в доме своих тетушек, знаменитых на всю округу своей благовоспитанностью, он находит спрятанный в сундуке труп пожилого джентльмена. Расспросы и вовсе приводят его в отчаяние. Оказывается, это уже двенадцатая жертва тетушек, таким образом «облегчающих» жизнь одиноким людям. Все трупы закапываются в подвале дома, где по случаю копает очередной «шлюз» «Панамского канала» брат Мортимера (Джон Александер), мнящий себя президентом Тедди Рузвельтом. 
Ситуация ещё более обостряется, когда безумную семейку дополняет её заблудший член — второй брат Джонатан (Рэймонд Мэсси), обладающий явными маниакальными наклонностями и лицом Бориса Карлоффа. Примечательно, что Брюстер и его невеста живут в соседних домах, между которыми находится… кладбище.
Джонатан прибывает со своим собутыльником, пластическим хирургом — доктором Германом Эйнштейном. Объявившийся племянник довольно быстро узнает секрет своих тетушек и предлагает похоронить жертву в подвале. Эбби и Марта яростно возражают, потому что их жертвы были «милыми» джентльменами, а жертва Джонатана — незнакомец и «иностранец». 
Элейн не терпится уехать в медовый месяц, но она обеспокоена все более странным поведением Мортимера. Он безуспешно пытается предупредить нерадивую полицию о присутствии Джонатана. Чтобы отвлечь внимание от своих теток и лишить их сообщника, Мортимер пытается подать документы на лечение Тедди в психиатрической больнице, на законных основаниях. Опасаясь, что в нем заложена генетическая предрасположенность к психическим заболеваниям («В моей семье безумие»), Мортимер объясняет Элейн, что не может оставаться её мужем.
В конце концов Джонатана арестовывают, Эйнштейн бежит после того, как подписывает документы о госпитализации Тедди, и Тедди благополучно отправляется в учреждение. Его тети хотят присоединиться к нему, но перед этим сообщают Мортимеру, что он приемный ребенок, его родителями были повара, служившие семье Брюстеров. С облегчением тот целует Элейн и они наконец-то уезжают в медовый месяц.

## В ролях
- Кэри Грант — Мортимер Брюстер
- Джозефин Халл — тётя Эбби Брюстер
- Джин Эдер — тётя Марта Брюстер
- Джон Александер — Тедди «Рузвельт» Брюстер
- Рэймонд Мэсси — Джонатан Брюстер
- Петер Лорре — доктор Герман Эйнштейн
- Присцилла Лейн — Илейн Харпер Брюстер
- Джек Карсон — офицер Патрик О’Хара
- Джон Риджли — офицер Сондерс
- Эдвард Макнамара — сержант Брофи
- Джеймс Глизон — лейтенант Руни
- Эдвард Эверетт Хортон — мистер Уизерспун
- Грант Митчелл — преподобный Харпер
- Вон Глейзер — судья Кулман
- Честер Клют — доктор Гилкрист
- Эдвард Маквейд — мистер Гиббс — старик
- Гарри Оуэн — водитель такси
- Чарльз Лейн — первый репортер
- Хэнк Манн — репортер с камерой
- Спенсер Чартерс — секретарь по вопросам брака

Джозефин Халл и Джин Эдер сыграли тех же персонажей, что и в театральной постановке. Персонаж Рэймонда Мэсси имеет черты лица Бориса Карлоффа, который играл этого персонажа на сцене, но сам Карлофф на момент съёмок всё ещё был занят в постановке и был недоступен.

## Отзывы
Отзывы критиков, в основном, были положительными. Джон Ларднер из The New Yorker назвал фильм «практически таким же забавным по форме изображения, как и на сцене, и действительно, очень смешным».
На сайте Rotten Tomatoes фильм имеет рейтинг 88% на основе 25 рецензий критиков, со средним баллом 7,6 из 10.

## Отличия от пьесы
Как и многие киноэкранизации пьес, фильм отличается от сценической версии в первую очередь тем, что имеет сцены, разворачивающиеся в разных местах (поход Мортимера и Илейн в ЗАГС в начале фильма, визит Мортимера к доктору и т.д.), тогда как пьеса целиком разворачивается в гостиной Брюстеров, поэтому вышеупомянутые сцены были придуманы специально для фильма. Вторым отличием является сам финал: фильм завершается сценой, где Мортимер уносит Илейн в её дом, пьеса же завершается сценой, где мистер Уизерспун выпивает отравленное вино под занавес. 
Другие мелкие отличия были вызваны Кодексом Хейса, который распространялся только на кино, но не на театр: в пьесе Мортимер и Илейн не женятся, а только обручены (и подразумевается, что у них уже был интимный контакт), а сам Мортимер, узнав в финале правду про своё происхождение, называет себя бастардом (в фильме он называет себя сыном корабельного кока).

## Интересные факты
Фильм «Мышьяк и старые кружева» был адаптирован в качестве радиопостановки, для передачи 25 ноября 1946 года в The Screen Guild Theater  с Борисом Карлоффом и Эдди Альбертом и 25 января 1948 года для трансляции «Театра Форда».